# Charophyceae ordo incertae sedis
Charophyceae ordo incertae sedis, obuhvaća fosilne rodove s četiri vrste parožina čija uža pripadnost unutar razreda Charophyceae još nije utvrđena.

U Charophyceae ordo incertae sedis uključena je i problematična porodica Umbellinaceae koja je prije klasificirana vlastitom redu Umbellinales, a jedini predstavnik joj je vrsta Umbellina bella.

## Porodice
1. Charophyceae familia incertae sedis
2. Umbellinaceae Tappan